# 富塚研二
富塚 研二（とみづか けんじ）は、日本の声楽家、ボイストレーナー。
音声表現ラボラトリー「富塚研二研究所」主催。歌手としては日本歌曲を得意とするが、クラシック声楽の範囲にとどまらず、映画・演劇や語り、オペラ、前衛芸術等、ジャンルを問わず作品に参加する。
ボイストレーニングにおいては「体をひらくことで声をひらく」をモットーに富塚メソッドを展開。
歌手・声優・ナレーター・司会者、また、同時通訳など長時間声を使う職業、更にはスピーチやプレゼンテーションを主とする企業人など職業人へのレッスンを行う。
大学や企業での講演・ワークショップ多数。

## 略歴
1961年 8月31日生まれ。国際基督教大学 (ICU) 教養学部語学科中退、国立音楽大学音楽学部声楽学科卒業。
声楽を矢輔和雄、宮永康生、須藤美衣子に、またオペラ重唱を山田純彦に師事。
1983 - 1985年、竹内敏晴主宰「竹内演劇教室」、野口三千三主宰「野口体操教室」に参加。
1995年、語りの全国ネットワーク組織「語り手たちの会」主催、「語りの広場」に参加、語り・朗読のサークルへの「歌唱を伴わない」「体をひらくことによる」ボイストレーニングの指導を開始する。
現在、声を使う職業人へのトレーニングを各地で開催。

## 受賞歴
- 1993年 第2回 たちかわ演劇祭「星降る夜の演劇祭」 審査員特別賞 受賞 （筒井康隆原作「イリヤ・ムウロメツ」公演）
- 2008年第7回「旭川“雪の降る街を”音楽祭」中田喜直記念コンクール 2位金賞および内村直也賞 受賞
- 2009年第8回「旭川“雪の降る街を”音楽祭」中田喜直記念コンクール 2位金賞および内村直也賞 受賞
- 2010年 第21回 奏楽堂日本歌曲コンクール 歌唱部門 入選

## 主な参加作品
クラシック声楽の範囲にとどまらず、演劇や語り、前衛的な実験作品等、ジャンルを問わず参加。舞踏家、造形家、演奏家、詩人ほかとの共同作業多数。　
2001年「日伊舞台芸術協会」立ち上げ以降、オペラ、コンサート企画等でのスタッフワークを務める

### 音楽
・1992年　ソロ企画「TOWNS」（大阪洋史・若桑比織・仲手川豊・鈴木一志　各氏の声楽作品による）（下北沢アレイホール）
- 1992年　大阪洋史作曲オペラ「パラケルススの薔薇」初演　アルシス作曲展にて（ルーテル市谷センター）
- 1993年　4月～8月：J.Cage作品連続上演企画に参加、「Song Books」「EAR　for　ear」他演奏。（四谷P3ギャラリー（当時））
- 音楽劇団熊谷組　公演参加  　　　00年　麻稀彩左　脚本演出　猪間道明　作曲「こおにのトムティットトット」参加  　　　01年　麻稀彩左　脚本演出　猪間道明　作曲　「ダイアの涙」初演参加  　　　04年　麻稀彩左　脚本作曲演出　「きませんなあ」初演参加
- 2004年 江波太郎オリジナル作品CD「Mother」（ヴォーカル）、2005年 江波太郎主催ライヴ「東京パフォーマンスオーケストラ」にて同アルバムより演奏
- 2005年　野口 剛夫（指揮）ヴェルナー・テーリヒェン作「あと40日 Noch vierzig Tage」世界初演参加（野口訳詩による）
- 2008年宮城県仙台市で、また2010年、2011年、福島県郡山市と須賀川市でリサイタル開催

### 演劇
1993年　筒井康隆原作・仲手川豊、野村修音楽「イリヤ・ムウロメツ」初演　たちかわ演劇祭にて・特別賞受賞。（アミュー立川）
　1994年　「イリヤ・ムウロメツ」再演　TRTフェスティバル1994にて（東京芸術劇場小ホール２）
　　　　　グループ“ぼの”公演「椿を持つ女」参加（Ｇ.ヴェルディ音楽,デュマ・フィス原作,石橋珠美・万城目純　共同演出)　TRTフェスティバル1994にて（東京芸術劇場小ホール２）
- 1995年・1997年・2002年 演劇集団「石るつ」公演「鍋屋の紐はなぜ朱い」（原作・小松重男「年季奉公」／ 脚本・笠置リエ ／ 演出・境野修次）出演、初演以来出演ならびに音楽・音響効果、音具製作と演奏指導、コロス指導。2007年 同作品にて世界演劇祭「第28回AITA/IATA世界演劇総会」出演
- 2004年 池袋小劇場企画公演「私の中の音」出演
- 2018年　劇団「石るつ」　イオネスコ／ 演出・境野修次「犀｣、出演および背景音楽作成
- 2018年　劇団「娯楽天国」創立30周年記念公演「娯楽天国の『お気に召すまま』」原作　シェイクスピア　演出　小倉昌之　出演
- 2019年　劇団「石るつ」　『悪童日記』アゴタ・クリストフ原作
- 新国立劇場演劇　シリーズ「ことぜん」第二　『あの出来事』デビッド・グレッグ作　瀬戸山美咲演出劇中出演の合唱団に参加

### 映像作品
- 2013年 李達也 監督：「GALAPAGOS」
- 2014年 中 昌紀 脚本・監督・撮影・編集：「男と女とクマ柄のシャツ」（ナレーション）

### その他
1993年　4月～8月：J.Cage作品連続上演企画に参加、「Song Books」「EAR　for　ear」他演奏。（四谷P3ギャラリー（当時））
- 1994年 万城目純「恋重荷」参加
- 1998年 滑川五郎企画「荒覇吐〜洞窟篇」にておおたか静流、劉宏軍らと共演（大谷石地下採掘場跡、大谷記念館）
- 1998年 万城目純「A.I.R.」参加

## 主なワークショップ・講演
- 2001年・2002年 千葉県船橋市立飛ノ台公園博物館主催「現代美術から見た縄文世界」展にてワークショップ開催
- 2003年・2004年 「縄文コンテンポラリーアート」展にてワークショップ開催
- 2006年、2008年　宮城県立　こども文化センター主催の講座開催
- 2011，13年　明治大学にて特別講義「ボイストレーニング私論」

ほか都内・近郊各地で「こえとからだの講座」を開講

## 参加団体
- 音声表現ラボラトリー「富塚研二研究所」主催
- 「東京モーツァルト連」コンサートメンバー
- 「東京トロイカ合唱団」コンサートメンバー
- 同人グループ「Ensemble CORE」（アンサンブル コア）メンバー

## 外部サイト
- 富塚研二研究所facebookページ